# Zorica Jevremović
Zorica Jevremović, poi Jevremović-Munitić (Ražanj (Serbia), 22 agosto 1948 – Belgrado, 5 ottobre 2023), è stata una drammaturga, regista teatrale, regista critica letteraria serba.
Femminista e teorica dei media, il suo lavoro comprendeva anche quello di drammaturga in gruppi teatrali e cinematografici alternativi e informali. Jevremović ha diretto il Centra za medije Ranko Munitić, il Centro per i media di Belgrado "Ranko Munitić" ed è stata redattrice della rivista regionale per i media e la cultura Mediantrop.

## Biografia
Jevremović nacque nel dopoguerra a Ražanj, ma crebbe e visse a Belgrado. Nel 1968, al festival del cinema amatoriale "Mala Pula", incontra Ranko Munitić, un importante operatore culturale, critico e teorico dei media. Si sposarono a Belgrado il 1° maggio 1971, e Zorica aggiunse il cognome Munitić; vissero insieme a Belgrado fino alla morte del marito, nel marzo 2009.
Nel 1975 ha conseguito la laurea in drammaturgia, presso la Facoltà di Arti Drammatiche dell'Università di Belgrado.
In qualità di sostenitrice di un ambiente culturale jugoslavo comune, realizzò diverse ricerche sulla storia culturale e sul diritto teologico comune nelle regioni multinazionali e multiconfessionali di Croazia, Slovenia e Kosovo nell'ex Jugoslavia: Dubrovnik (1976-1980), Perast (1981), Dečani (1985-1989), Tacen (1982-1985), Povlja (1985), Poljica (1986-1990), Zjum (1990).
Jevremović è stata attiva come drammaturga in vari gruppi teatrali e cinematografici alternativi e informali nell'ex Jugoslavia: KPGT (1980–1990), Art-film (1981–1983), Nova osećajnost (1984–1985), Preduzeće za pozorišne poslove (1992). 
Ha curato delle raccolte di ricerche alternative incentrate sulla storia della letteratura e pubblicate sulla rivista “Književnost”: Sava Mrkalj (1984), Santi Sava e Hilandar (1988), Vatroslav Jagić (1990).
Zorica Jevremović ha lavorato con gruppi marginali: bambini rom, suore, psicotici, disabili, persone cieche, donne che hanno subito violenza, bambini senza genitori, lesbiche e donne rifugiate. Ha fondato dei "teatri di quartiere" alternativi insieme a comunità ghettizzate, in luoghi senza una tradizione teatrale consolidata:
- 1985: "Teatro di strada performativo per bambini" ("Performativno ulično dečije pozorište") a Skadarlija, il luogo di artisti bohémien pieno di ristoranti nel centro di Belgrado. Il nucleo della compagnia era composto da bambini rom che vivevano a Skadarlija, bambini "bianchi" di Dorćol (un vicino quartiere prestigioso di Belgrado), bambini rom delle favelas del sobborgo di Mirijevo a Belgrado (che vendono a Skadarlija fiori rubati nei cimiteri cittadini), attori professionisti e pittori che vivevano a Skadarlija, una cartomante di Skadarlija, clown, mangiafuoco e artisti alternativi (musicisti, pittori).
- 1993–1995: "Pocket Theatre M" ("Džepno pozorište M") presso la clinica psichiatrica "Dr Laza Lazarevic". Il nucleo di questa compagnia era composto da convalescenti, bambini dei dintorni dell'ospedale, attori professionisti, figli degli psichiatri e dei terapisti dell'ospedale, attori amatoriali di cinema e televisione, psicologi, modelle, personaggi pubblici e persone non vedenti.
- 1997–1999: "WAY 5a" ("PUT 5a"), teatro femminista in un appartamento occupato dal Centro autonomo delle donne contro la violenza sessuale. Il nucleo di questa compagnia era composto da donne che si erano rivolte al Centro, attiviste del centro, ballerine, pittrici, donne che vivevano nello stesso edificio, donne su sedia a rotelle, compositrici, studentesse di studi femminili e donne rifugiate.

All'inizio delle guerre degli anni Novanta nell'ex Jugoslavia, è stata membro attivo di due gruppi contro la guerra: "Civilni pokret otpora" (Movimento civile per la pace) e "Beogradski krug" (Circolo di Belgrado), nell'ambito dei quali ha intrapreso una serie di progetti socio-culturali.
Jevremović ha pubblicato libri sulla teoria multimediale e sul teatro, nonché diverse raccolte di opere teatrali. I suoi video sono stati proiettati nei festival: “Video Medeja” a Novi Sad, Serbia; Superfest International Disability Film Festival a San Francisco, USA; “Alternative - festival film/video” a Belgrado, Serbia, “Bitef polifonija” e nel programma della TV serba RTS “Trezor”, così come in numerosi centri universitari in tutto il mondo. Jevremović ha fatto parte dell'Unione degli artisti della Serbia dal 1978; dal 2007 è diventata membro della Società degli scrittori serbi.
Zorica Jevremović è morta il 5 ottobre 2023, all'età di 75 anni.

## Opere

### Libri
- Raspad sistema, "Aurora", Belgrado, 2000.
- Semiološki krugovi, "Prometej", Novi Sad, 2001.
- Četiri predratne drame, "Prometej", Novi Sad, 2001,ISBN 86-7639-543-8 ; 2a edizione estesa 2006,ISBN 86-515-0016-5
- Spotovi nostalgije, Radio-televizija Srbije, Belgrado 2006.ISBN 86-81733-39-7[2]
- Balada o devojačkom odelu, "Dosije", Belgrado, 2006.ISBN 86-909635-0-2
- Pozorište kao stvaranje sveta, Institut za pozorište, film, radio i televiziju, Belgrado, 2008.
- Dupli pas /, co-sceneggiatore Ranko Munitić, Radio-Televizija Srbije, Belgrado, 2012.ISBN 978-86-6195-014-8
- Silence, Departed Ladies / Tišina, pomrlice, Centar za medije “Ranko Munitić”, Beograd, 2017.

### Spettacoli teatrali
- Na stanici, 1968
- Oj, Srbi'o, nigde lada nema, 1971
- Vukodlak iz Samarije, 1973
- Kopile 1948-1968, 1987
- Fjodorova devojčica, 1991
- Bajka bluz, 1994.
- Put u nemoguće ili potraga za boginjom Klio, 1995
- Šaputave devojke I, 1997
- Šaputave devojke II, 1999
- Balada o devojačkom odelu, 2004
- Pomrlice (tri umiranja i jedan san)[collegamento interrotto], 2017.

### Saggi e studi
- „Total Comic Strips Art /Totalni strip/“, Kultura, 1975.
- "Confessioni di uno studente della scuola monastica al santo re Stefano di Dečani nell'aprile 1941 /Ispovesti đaka monaške škole Svetom kralju Dečanskom aprila 1941/", Kultura, 1991.
- "Fabbriche politiche teatrali /Pozorišne političke fabrike/", Republika, br. 468-469, Belgrado, 1-31. Gennaio 2010.

### Editing di collezioni scientifiche
- Sava Mrkalj, rivista Književnost, Belgrado, 1984.
- Santi Sava e Hilandar, Književnost, 1988.
- Vatroslav Jagić, Književnost, 1990.

### Video
- Daleka putovanja (film per la tv, 1981)
- Autovideografija (1996)
- Šaputave devojke I (2001)
- Šaputave devojke II (2003)[3][4]
- Iščekivanje (2004)
- Kraljica noći (2005)
- Promocija Džepnog pozorišta M (2005)
- Bosna 92 – ljudski tragovi (2005)
- Ostaci filmke trake (2005)